# Його звали Роберт
«Його звали Роберт» (рос. «Его звали Роберт») — російський радянський художній фантастичний фільм-комедія режисера Іллі Ольшвангера, знятий в 1967 на кіностудії «Ленфільм».

## Сюжет
Для майбутніх міжпланетних польотів учений-винахідник Сергій Сергійович створює робота — біохімічну модель за своїм образом і подобою. У лабораторії його назвали Робертом. Знайома винахідника Таня вважає Роберта Сергієм Сергійовичем. Розмовляючи з роботом, дівчина не розуміє і ображається: її співрозмовник не бачить краси природи, принад життя. Тим часом винахідник з помічником розшукують Роберта, щоб повернути його в лабораторію… Учені приходять до висновку, що в інші світи повинні летіти не роботи, а людина.

## У ролях
- Олег Стриженов — Сергій / Роберт
- Маріанна Вертинська — Таня
- Михайло Пуговкін — Кнопкін
- Марсель Марсо — камео
- Володимир Поболь — Геннадій
- Ніна Мамаєва — Катюша
- Ігор Єфимов
- Пантелеймон Кримов — машиніст
- Микола Макієв
- Олексій Драніцин
- Юрій Толубієв — Інспектор

Пісню виконує Аліса Фрейндліх.

## Знімальна група
- Автори сценарію: Лев Куклін, Юзеф Принцев
- Режисер: Ілля Ольшвангер
- Оператор: Едгар Штирцкобер
- Композитор: Андрій Петров
- Монтажер: Олена Миронова

## Нагороди
- На VI Міжнародному кінофестивалі науково-фантастичних фільмів у Трієсті (Італія, 1968) диплом журі фільму і приз акторові О. Стриженову за виконання чоловічої ролі.
- Премія «Золота куля» і диплом на МКФ фантастичних фільмів в Мілані (1969).

## Факти
- Зйомки фільму ледь не виявилися повністю зірваними в результаті запою виконавця головної ролі Стриженова. У результаті скандалу трудовий договір з актором був розірваний і утримана третина його місячної зарплати. Фільм вийшов на екрани тому, що конфлікт стався в самому кінці знімального періоду і Стриженова просто зобов'язали дознятися в останніх сценах.

## Технічні дані
- Кольоровий
- Звуковий (4-канальний стереозвук)
- Широкоекранний